# Banan
Banan là một huyện của tỉnh Battambang, một tỉnh tây bắc Campuchia.

## Hành chính
Huyện này được chia ra thành 8 xã (khum).

### Làng xã
| Khum (xã)        | Phum (làng) |
| ---------------- | --- |
| Kantueu Muoy     | Thmei, Tuol Thnong, Svay Prey, Svay Bei Daeum, Kampong Ampil, Sasar Pok, Voat Kantueu                                                                                          |
| Kantueu Pir      | Post Kantueu, Chamkar Ou, Banan, Kampang Lech, Kampang Kaeut, Chhay Rumpoat, Phnom Kul                                                                                         |
| Bay Damram       | Tuol Chranieng, Kampong Chaeng, Kanhchroang, Krala Peas, Bay Damram, Ta Song, Sdau, Prey Totueng                                                                               |
| Chheu Teal       | Kampong Chamlang, Chheu Teal, Kampong Srama, Khnar, Enteak Chit, Bat Sala, Bay Damram, Svay Prakeab, Chhak Pou, Anlong Ta Mei, Chamkar Svay, Thkov, Praboh, Doung, Anlok Kaong |
| Chaeng Mean Chey | Rung, Chaeng, Kampong Kol Thmei, Thngor, Boh Khnor, Changhour Svay, Doang |
| Phnum Sampov     | Chaeng Kdar, Kampov, Kouk Ampil, Sampov Lech, Sampov Kaeut, Samnanh, Kdaong, Krapeu Cheung, Krapeu Tboung, Krapeu Kaeut                                                        |
| Snoeng           | Samraong, Kor, Snoeng Lech, Snoeng Kaeut, Boeng Chaeng, Boeng Prei, Peak Sbaek, Preah Srae, Rumchey, Sambuor Meas, Boeng Krasal                                                |
| Ta Kream         | Paoy Svay, Ta Kream, Thmei, Ou Pong Moan, Ta Ngaen, Prey Phdau, Ou Ta Nhea, Anlong Svay, Dangkut Thnong, Slab Pang, Andong Neang                                               |